# Campeonato Mundial de Ciclocrós de 2022
El LXXIII Campeonato Mundial de Ciclocrós se celebró en Fayetteville (Estados Unidos) del 29 al 30 de enero de 2022 bajo la organización de la Unión Ciclista Internacional (UCI) y la Federación Estadounidense de Ciclismo.

## Medallistas
| Evento    | Oro                         | Plata                            | Bronce                  |
| --------- | --------------------------- | -------------------------------- | ----------------------- |
| Masculino | Thomas Pidcock Reino Unido  | Lars van der Haar · Países Bajos | Eli Iserbyt · Bélgica   |
| Femenino  | Marianne Vos · Países Bajos | Lucinda Brand · Países Bajos     | Silvia Persico · Italia |

### Masculino
| Puesto            | Ciclista               | País         | Tiempo  |
| ----------------- | ---------------------- | ------------ | ------- |
| Medalla de oro    | Thomas Pidcock         | Reino Unido  | 1:00:36 |
| Medalla de plata  | Lars van der Haar      | Países Bajos | 1:01:06 |
| Medalla de bronce | Eli Iserbyt            | Bélgica      | 1:01:08 |
| 4                 | Michael Vanthourenhout | Bélgica      | 1:01:28 |
| 5                 | Clément Venturini      | Francia      | 1:01:33 |
| 6                 | Toon Aerts             | Bélgica      | 1:01:38 |
| 7                 | Jens Adams             | Bélgica      | 1:01:42 |
| 8                 | Laurens Sweeck         | Bélgica      | 1:01:52 |

### Femenino
| Puesto            | Ciclista                   | País         | Tiempo |
| ----------------- | -------------------------- | ------------ | ------ |
| Medalla de oro    | Marianne Vos               | Países Bajos | 55:00  |
| Medalla de plata  | Lucinda Brand              | Países Bajos | 55:01  |
| Medalla de bronce | Silvia Persico             | Italia       | 55:51  |
| 4                 | Ceylin del Carmen Alvarado | Países Bajos | 56:04  |
| 5                 | Yara Kastelijn             | Países Bajos | 56:05  |
| 6                 | Manon Bakker               | Países Bajos | 56:05  |
| 7                 | Maghalie Rochette          | Canadá       | 56:39  |
| 8                 | Helene Clauzel             | Francia      | 56:39  |

## Medallero
| Núm. | País         | Oro | Plata | Bronce | Total |
| ---- | ------------ | --- | ----- | ------ | ----- |
| 1    | Países Bajos | 1   | 2     | 0      | 3     |
| 2    | Reino Unido  | 1   | 0     | 0      | 1     |
| 3    | Bélgica      | 0   | 0     | 1      | 1     |
| 3    | Italia       | 0   | 0     | 1      | 1     |
|      | TOTAL        | 2   | 2     | 2      | 6     |